# Ina Savenka
Ina Savenka –em bielorrusso, Іна Савенка– (5 de agosto de 1994) é uma desportista bielorrussa que compete no ciclismo na modalidade de pista. Ganhou duas medalhas no Campeonato Europeu de Ciclismo em Pista, prata em 2018 e bronze em 2015.

## Medalheiro internacional
| Campeonato Europeu | Campeonato Europeu     | Campeonato Europeu | Campeonato Europeu      |
| Ano                | Lugar                  | Medalha            | Competição              |
| ------------------ | ---------------------- | ------------------ | ----------------------- |
| 2015               | Grenchen ( Suíça )     | Medalha de bronze  | Perseguição por equipas |
| 2018               | Glasgow ( Reino Unido) | Medalha de prata   | Pontuação               |

## Palmarés
- 2015
  - 3.ª no Campeonato da Bielorrússia em Estrada

- 2017
  - 2.ª no Campeonato da Bielorrússia Contrarrelógio 
  - 3.ª no Campeonato da Bielorrússia em Estrada

- 2018
  - 2.ª no Campeonato da Bielorrússia Contrarrelógio

- 2019
- Grande Prêmio de Gazipaşa[2]